# Briana De Souza
Briana De Souza (* 22. Mai 1991 in Scarborough, Ontario) ist eine kanadische Fußballspielerin guyanischer Herkunft sowie Trägerin des Women of Influence Award 2013.

## Leben
De Souza wurde im kanadischen Scarborough in der Provinz Ontario geboren und ist guyanesischer Abstammung Großväterlicherseits des Vaters. Sie besuchte von 2005 bis 2009 die St. Mary Catholic Secondary School in Pickering, Ontario. Anschließend schrieb sie sich im Herbst 2009 an der Carleton University, wo sie im Frühjahr 2013 mit einem Bachelor in Commerce abschloss. Am 5. Mai 2013 wurde sie für ihre ehrenamtliche Arbeit für den Boys & Girls Club of Ottawa und ihrer Arbeit am St. John Bosco Boy’s Orphanage in Guyana als Volunteer, mit dem Women of Influence Award 2013 ausgezeichnet. Ihre ein Jahr ältere Schwester Kayla De Souza, spielt ebenfalls aktiv Fußball und gehört neben ihr zum Nationalteam von Guyana.

## Fußballkarriere

### Verein
De Souza startete ihre Karriere mit sechs Jahren in der Jugend des Pickering Soccer Club, in der sie eine Zeit lang mit ihrer Schwester Kayla, sowie ihren Nationalmannschaftskolleginnen Ashlee Savona, Mariam El-Masri und Ashley Rodrigues auflief. gewann in ihrer Secondary School mit den St. Mary’s Monarchs, 2007 und 2008 die LOSSA Championship, sowie 2008 die OFSAA-Silber-Medaille. Im Anschluss folgte ein Studium an der Carleton University, wo sie drei Jahre lang für das Ravens Women Soccer Team spielte. Im April 2013 wurde sie von der Carleton University mit dem Carleton Women’s Varsity Soccer MVP Award 2013 ausgezeichnet. Seit ihrem Bachelorabschluss spielt sie in der W-League für Ottawa Fury.

### Nationalmannschaft
De Souza ist seit 2008 Nationalspielerin für Guyana und nahm 2010 für das Heimatland ihres Großvaters am Gold Cup in Kuba teil. Zudem wurde sie unter dem Vater von Ashley Rodrigues, Mark als Co-Mannschaftskapitänin ernannt. Sie spielte bislang in neun offiziellen FIFA-Länderspielen und erzielte ein Tor für die Guyanische Fußballnationalmannschaft der Frauen.